# Zapteryx exasperata
Zapteryx exasperata es una especie de peces de la familia Rhinobatidae en el orden de los Rajiformes.

## Morfología
• Los machos pueden llegar alcanzar los 83 cm de longitud total y 97 cm las hembras.

## Reproducción
Es ovíparo.

## Distribución geográfica
Se encuentra desde las  costas de California (Estados Unidos) hasta el Perú.